# جيمس أندرسون (كاتب)
جيمس أندرسون (بالإنجليزية: James Anderson)‏ هو كاتب بريطاني، ولد في 1936، وتوفي في 2007.